# 東邦相互銀行
株式会社東邦相互銀行（とうほうそうごぎんこう）は、かつて愛媛県松山市に本店を置いていた相互銀行である。統一金融機関コードは0577であった。

## 概要
1947年6月、三品尚起が四国建物無尽を創業。1949年9月、東邦建物無尽に商号変更。1958年4月、相互銀行に転換し、東邦相互銀行に商号変更。
1971年9月、坪内寿夫が経営権を握り、来島どっくグループの傘下に入り、関連企業や零細船主への融資を積極的に拡大した。しかし、1980年前後の海運不況と1985年秋からの急激な円高により、来島どっくグループの経営が行き詰まったことに伴い経営危機に陥り、1988年3月期以降無配となった。
来島どっくグループの主取引銀行の日本債券信用銀行の主導で来島どっくグループ内の整理が行われ、グループを離れ、大蔵省、日本銀行の管理下で再建を進めたが、財務面の不安から全国の相互銀行の中で唯一普通銀行への転換ができずにいた。大蔵省は近隣の地方銀行との合併を模索したが、最終的に1992年4月1日に伊予銀行が救済合併した。これにより相互銀行は消滅し、1993年に相互銀行法も廃止された。

## 営業店
| 店名         | 所在地                                  | 備考                                     |
| 本店営業部   | 愛媛県松山市二番町4-5-1                 | 伊予銀行二番町支店                       |
| 道後支店     | 愛媛県松山市道後北代6-12                | 伊予銀行湯築支店                         |
| 三津浜支店   | 愛媛県松山市神田町8-22                  | 伊予銀行新三津浜支店                     |
| 中島支店     | 愛媛県温泉郡中島町大浦2028              | 伊予銀行新中島支店                       |
| 土橋支店     | 愛媛県松山市竹原町1-2                   | 伊予銀行土橋支店                         |
| 本町支店     | 愛媛県松山市本町5-5-1                   | 伊予銀行新本町支店                       |
| 松末支店     | 愛媛県松山市松末1-5-8                   | 伊予銀行松末支店                         |
| 椿支店       | 愛媛県松山市越智町310-2                 | 伊予銀行東石井支店                       |
| 市駅前支店   | 愛媛県松山市湊町5-5-1                   | 伊予銀行末広町支店                       |
| 卸商団地支店 | 愛媛県松山市問屋町9-22                  | 伊予銀行卸商団地支店                     |
| 持田支店     | 愛媛県松山市紅葉町5-12                  | 1992年2月23日、支店昇格 伊予銀行持田支店 |
| 松前支店     | 愛媛県伊予郡松前町大字浜752-2           | 伊予銀行新松前支店                       |
| 郡中支店     | 愛媛県伊予市灘町27-1                    | 伊予銀行新郡中支店                       |
| 北条支店     | 愛媛県北条市土手内114-1                 | 伊予銀行新北条支店                       |
| 大西支店     | 愛媛県越智郡大西町新町甲575-6           | 伊予銀行大西支店                         |
| 波止浜支店   | 愛媛県今治市地堀6-4-32                  | 伊予銀行新波止浜支店                     |
| 今治支店     | 愛媛県今治市旭町3-2-13                  | 伊予銀行旭町支店                         |
| 栄町出張所   | 愛媛県今治市栄町2-1-1                   | 伊予銀行今治栄町出張所                   |
| 常盤町支店   | 愛媛県今治市常盤町6-5-21                | 伊予銀行常盤町支店                       |
| 壬生川支店   | 愛媛県東予市壬生川46-2                  | 伊予銀行新壬生川支店                     |
| 丹原出張所   | 愛媛県周桑郡丹原町丹原242               | 伊予銀行丹原本通出張所                   |
| 大三島支店   | 愛媛県越智郡大三島町大字宮浦5443        | 伊予銀行大三島支店                       |
| 西条支店     | 愛媛県西条市栄町258                     | 伊予銀行新西条支店                       |
| 新居浜支店   | 愛媛県新居浜市若水町2-3-33              | 伊予銀行新居浜北支店                     |
| 三島支店     | 愛媛県伊予三島市中央5-6-5               | 伊予銀行三島中央支店                     |
| 伯方支店     | 愛媛県越智郡伯方町大字有津字田中甲911-3 | 伊予銀行新伯方支店                       |
| 大洲支店     | 愛媛県大洲市大洲557                     | 伊予銀行新大洲支店                       |
| 内子支店     | 愛媛県喜多郡内子町甲1131-3              | 伊予銀行新内子支店                       |
| 八幡浜支店   | 愛媛県八幡浜市裏田1387                  | 伊予銀行昭和通支店                       |
| 三瓶支店     | 愛媛県西宇和郡三瓶町朝立1番耕地310-7    | 伊予銀行新三瓶支店                       |
| 卯之町支店   | 愛媛県東宇和郡宇和町大字卯之町3-276     | 伊予銀行宇和支店                         |
| 長浜支店     | 愛媛県喜多郡長浜町長浜甲237-1           | 伊予銀行新長浜支店                       |
| 宇和島支店   | 愛媛県宇和島市丸の内5-3-1               | 伊予銀行丸の内支店                       |
| 御荘支店     | 愛媛県南宇和郡御荘町平城2186            | 伊予銀行御荘支店                         |
| 丸亀支店     | 香川県丸亀市大手町3-14-3                | 伊予銀行丸亀大手支店                     |
| 高松支店     | 香川県高松市中新町2-7                   | 伊予銀行高松南支店                       |
| 高知支店     | 高知県高知市駅前町3-17                  | 伊予銀行高知駅前支店                     |
| 徳島支店     | 徳島県徳島市仲之町1-19-1                | 伊予銀行新徳島支店                       |
| 広島支店     | 広島県広島市中区袋町4-21                | 伊予銀行広島袋町支店                     |
| 呉支店       | 広島県呉市中央6-1-16                    | 伊予銀行呉支店                           |
| 大長支店     | 広島県豊田郡豊町大字大長字五領田5809    | 1992年2月23日、支店昇格 伊予銀行大長支店 |
| 福岡支店     | 福岡県福岡市中央区薬院3-16-26           | 伊予銀行新福岡支店                       |
| 大阪支店     | 大阪府大阪市西区京町堀1-8-5             | 伊予銀行大阪西支店                       |
| 東京支店     | 東京都中央区銀座2-8-15                  | 伊予銀行銀座支店                         |

廃止店
| 室戸支店 | 高知県室戸市室津2670-3           |                                     |
| 尾道支店 | 広島県尾道市天満町17-23          | 1989年2月13日、呉相互銀行に営業譲渡 |
| 倉橋支店 | 広島県安芸郡音戸町大字音戸9350-4 | 1991年5月27日、三和銀行に営業譲渡   |
| 長崎支店 | 長崎県長崎市元船町14-10          | 1988年12月12日、三菱銀行に営業譲渡  |
| 神戸支店 | 兵庫県神戸市中央区伊藤町119      | 1989年12月18日、三和銀行に営業譲渡  |

## 合併後
合併比率は伊予銀行6:東邦相互銀行1。伊予銀行が預貸金、店舗、従業員を継承したが、水口義寛社長以下、役員全員は退任した。合併に際して、預金保険機構の資金援助が初めて発動された。伊予銀行に80億円（期間5年）を貸付け、伊予銀行は1992年度に最初に発行される利付国債（期間10年）を買う。貸付利率は国債の表面利率から5ポイントを差し引いた水準とし、年間4億円、5年間で計20億円の運用益を得ることになるとされた。

店舗は44店が継承された。ほとんどの店舗が伊予銀行の店舗と重複するため、継承した不良債権の償却原資として営業権の売却が進められ、第一勧業銀行（卸商団地、新郡中、新波止浜、銀座、常盤町支店）、三菱銀行（二番町、東石井、広島袋町、新福岡、丸亀大手、湯築、末広町支店）、三和銀行（新三津浜、新徳島、大阪西、高松南支店、丹原本通出張所）、東海銀行（新本町、新北条支店）、富士銀行（三島中央、新壬生川支店）、住友銀行（新居浜北、新西条支店）、広島銀行（大長支店）に順次売却された。また、店舗統廃合も進められ、1993年12月末までに9店（土橋、松末、持田、大西、旭町、新大洲、御荘、高知駅前、呉支店）に整理された。2010年2月に松末支店が廃止されたことで、大西支店のみが存続している。